# Karen Melchior
Karen Melchior (ur. 15 października 1980 w Kopenhadze) – duńska polityk, prawniczka i samorządowiec, deputowana do Parlamentu Europejskiego IX kadencji.

## Życiorys
W 2005 ukończyła studia prawnicze na Uniwersytecie Kopenhaskim, kształciła się także we Francji. Pracowała m.in. w dyplomacji w ramach duńskiego ministerstwa spraw zagranicznych. Zaangażowała się w działalność socjalliberalnej partii Det Radikale Venstre, do której wstąpiła w 2012. W 2014 zajęła drugie miejsce wśród kandydatów partii do PE, a w 2017 została wybrana na radną miejską w Kopenhadze (jako członkini Københavns Borgerrepræsentation). W wyborach w 2019 z ramienia swojego ugrupowania uzyskała mandat posłanki do Europarlamentu IX kadencji. W 2022 zrezygnowała z członkostwa w partii.